# Laura Arraya
Laura Arraya, per alcuni anni conosciuta anche come Laura Gildemeister (Córdoba, 12 gennaio 1964), è un'allenatrice di tennis ed ex tennista argentina naturalizzata peruviana.

## Biografia
È stata sposata con il collega Heinz Gildemeister ma hanno presto divorziato, nel periodo del matrimonio ha usato il cognome del marito partecipando ai tornei come Laura Gildemeister. Anche il fratello Pablo è stato un tennista professionista.
Attualmente dirige un'accademia di tennis a Lima.

## Carriera
A livello juniores ha ottenuto buoni risultati, in particolare nel 1981 ha raggiunto la semifinale al Roland Garros e i quarti agli US Open. Tra le professioniste ha vinto due titoli in singolare e uno in doppio, insieme alla danese Tine Scheuer-Larsen. Nei tornei dello Slam ha ottenuto come miglior risultato il quarto di finale a Wimbledon '91, sconfitta da Gabriela Sabatini. Il suo best ranking in singolo è stato nel 1988 (27ª posizione).